# Orthia minerva
Orthia minerva là một loài bướm đêm trong họ Noctuidae.